# Gwenny De Plecker
Gwenny De Plecker is een Belgisch korfbalster.

## Levensloop
De Plecker was actief bij Scaldis als aanvalster. Tevens maakte ze deel uit van het Belgisch nationaal team, waarmee ze onder meer zilver won op de Wereldspelen van 2013.